# Seladerma nigrum
Seladerma nigrum är en stekelart som först beskrevs av Vittorio Luigi Delucchi 1953.  Seladerma nigrum ingår i släktet Seladerma och familjen puppglanssteklar. Arten är reproducerande i Sverige. Inga underarter finns listade i Catalogue of Life.